# Tsue to Tsurugi no Wistoria
Tsue to Tsurugi no Wistoria (Nhật: 杖と剣のウィストリア Hepburn: Tsue to Tsurugi no Uisutoria, tên tiếng Anh: Wistoria: Wand and Sword) là một bộ manga Nhật Bản do Fujino Ōmori sáng tác và Toshi Aoi phụ trách minh họa. Tác phẩm bắt đầu được đăng dài kỳ trên tạp chí manga shōnen Bessatsu Shōnen Magazine của Kodansha từ tháng 12 năm 2020, và tính đến tháng 7 năm 2025, đã được tập hợp thành 13 tập tankōbon.
Câu chuyện xoay quanh một cậu bé tưởng chừng như không có chút tài năng ma pháp nào, đang nỗ lực vươn lên tại một học viện phép thuật, trong một đất nước nơi năng lực ma pháp được xem là quyền lực tuyệt đối, chỉ với tài năng kiếm thuật của mình, cậu quyết tâm tìm cách nhằm đoàn tụ với người bạn thời thơ ấu, một thiên tài ma pháp. Bản chuyển thể anime truyền hình do Actas và Bandai Namco Pictures sản xuất và đã phát sóng từ tháng 7 đến tháng 9 năm 2024. Một mùa thứ hai cũng đã được công bố.

## Cốt truyện
Hàng trăm năm trước, những kẻ xâm lược từ trên bầu trời đã tàn phá đất đai và suýt nữa hủy diệt cả thế giới. Để đánh đuổi kẻ xâm lược, năm pháp sư đã kết hợp sức mạnh và thi triển một lớp chắn mạnh mẽ để xua đuổi kẻ thù, đứng trên một tòa tháp khổng lồ mang tên "Mercedes Caulis", và trở nên nổi tiếng là những "Magia Vander" đầu tiên. Học viện Ma Pháp Rigarden tập trung đào tạo các pháp sư, bao gồm những người mạnh mẽ đủ khả năng trở thành Magia Vander và tiếp nối di sản bảo vệ lớp chắn bảo vệ vương quốc. 
Will Serfort là một học viên của Rigarden, người đã thề sẽ trở thành một pháp sư đủ mạnh để được chấp nhận vào Mercedes Caulis và đoàn tụ với người bạn thời thơ ấu của mình, Elfaria Albis Serfort, cô gái trẻ tuổi nhất từng trở thành Magia Vander. Tuy nhiên, Will không có khả năng ma pháp, cậu đã có thể tiến bộ trong học tập nhờ vào điểm số tuyệt đối trong các bài kiểm tra viết và những điểm cộng kiếm được từ việc săn quái vật trong ngục tối của trường, nhưng chỉ có một vài người biết được sức mạnh thật sự của cậu, vì cái cậu thiếu về ma pháp, cậu lại bù đắp bằng kiếm thuật, có thể đánh bại những con quái vật mạnh mẽ mà ngay cả những pháp sư mạnh nhất cũng gặp khó khăn. Khi Will tiếp tục theo đuổi giấc mơ của mình, cậu tạo dựng được bạn bè và kẻ thù trên con đường của mình, đồng thời thể hiện sức mạnh thật sự khiến nền tảng thế giới này rung chuyển.

## Nhân vật

### Nhân vật chính
Will Serfort (ウィル・セルフォルト)
Lồng tiếng bởi: Kōhei Amasaki
Nhân vật chính của câu chuyện. Cậu là học sinh năm thứ sáu tại Học viện Ma Pháp Rigarden, thường xuyên bị bạn bè xa lánh vì không có năng lực ma thuật. Cậu cũng là bạn thời thơ ấu của Elfaria, một thành viên của Magia Vander, cho đến khi sự khác biệt về thân phận đã khiến họ phải chia xa. Với lời thề sẽ đoàn tụ với cô một ngày nào đó, cậu không ngừng cố gắng để tích lũy đủ điểm tại học viện, mong muốn tốt nghiệp và gia nhập Liên Minh Băng cùng cô. Nhưng sau khi tốt nghiệp, thay vì gia nhập Liên Minh Băng, cậu lại bị chiêu mộ vào Liên Minh Sấm Sét. Mặc dù không thể sử dụng ma thuật, cậu lại vô cùng thông thạo kiến thức và là một kiếm sĩ cực kỳ tài giỏi, có thể dễ dàng đối phó với kẻ thù chỉ sau một lần chứng kiến các đòn tấn công của họ. Sau này, cậu phát hiện ra mình sở hữu một khả năng đặc biệt gọi là "Wis", cho phép cậu hấp thụ ma thuật từ người khác và truyền vào thanh kiếm của mình.
Elfaria Albis Serfort (エルファリア・アルヴィス・セルフォルト)
Lồng tiếng bởi: Akira Sekine
Người bạn thời thơ ấu của Will. Cô là một pháp sư tài năng, nhanh chóng thăng tiến và trở thành Magia Vander trẻ tuổi nhất, chỉ huy phe băng giá. Tuy nhiên, trong đời sống cá nhân, cô lại là một người lười biếng, thường đẩy trách nhiệm lên cấp dưới, dành cả ngày chờ đợi Will thực hiện lời hứa đoàn tụ với cô. Chuyên về ma thuật băng giá, cô đã tạo ra mười hai phép thuật nguyên bản, một kỳ công chưa từng có.

### Nhân vật phụ
Colette Loire (コレット・ロワール)
Lồng tiếng bởi: Satomi Amano
Will là bạn cùng lớp và là một trong số ít người bạn của cô. Cô ấy thầm thích cậu, điều mà ai cũng nhận ra, trừ chính Will, nhưng lại quá nhút nhát để thổ lộ. Cô luôn lo lắng về việc cậu liều lĩnh tính mạng trong hầm ngục và thường xuyên can thiệp mỗi khi các bạn cùng lớp bắt nạt cậu. Sau khi tốt nghiệp, cô gia nhập phe Đất và sau đó bị biến thành linh vật của họ, điều khiến cô vô cùng khó chịu. Cô chuyên về ma thuật đất và được gọi là "Công chúa Đất" nhờ vào kỹ năng của mình, một biệt danh mà cô ghét cay ghét đắng.
Sion Ulster (シオン・アルスター)
Lồng tiếng bởi: Masaaki Mizunaka
Một trong những bạn cùng lớp của Will, người từng bắt nạt cậu vì khả năng ma thuật kém. Tuy nhiên, sau khi được Will cứu khỏi quái vật và chứng kiến sức mạnh thực sự của cậu, anh ta phát triển một mối quan hệ đối địch đơn phương với Will. Anh ta cũng có tình cảm đơn phương với Colette, điều này càng làm tăng sự cạnh tranh giữa anh ta và Will. Sau khi tốt nghiệp, anh ta gia nhập phe Lửa. Anh ta chuyên về ma thuật lửa, và kỹ năng của mình đã không ngừng phát triển kể từ khi bắt đầu cạnh tranh với Will.
Julius Reinberg (ユリウス・レインバーグ)
Lồng tiếng bởi: Tetsuya Kakihara
Một trong ba học sinh xuất sắc nhất lớp của Will. Là một quý tộc, ban đầu anh ta có thái độ kiêu ngạo, coi thường những người có sức mạnh và địa vị thấp hơn. Tuy nhiên, sau khi bị Will đánh bại một cách công khai, anh ta dần trở nên điềm tĩnh hơn và thậm chí đồng ý hợp tác với Will để có thể tốt nghiệp học viện. Sau khi tốt nghiệp, anh ta gia nhập phe Băng nhưng sau đó bị một kẻ giết người bí ẩn sát hại. Anh ta chuyên về ma thuật băng và là người duy nhất có khả năng tái tạo một trong những phép thuật nguyên bản của Elfaria.
Wignall Lindor (イグノール・リンドール)
Lồng tiếng bởi: Kengo Kawanishi
Một trong ba học sinh xuất sắc nhất lớp của Will. Anh ta là một yêu tinh bị bạn bè xa lánh vì phép thuật của anh ta yếu theo tiêu chuẩn của họ. Ban đầu tỏ ra kiêu ngạo, nhưng sau khi Will giúp anh vượt qua vấn đề về lòng tự trọng, anh dần học cách tôn trọng cậu. Anh ta cũng là bạn thời thơ ấu của một trong những Magia Vander, Ellenor, phản chiếu mối quan hệ của Will với Elfaria. Sau khi tốt nghiệp học viện, anh ta gia nhập phe Fantasy, nơi chỉ toàn các elf. Anh ta chuyên về ma thuật gió và ảo ảnh, và sau này có khả năng sử dụng năng lực độc nhất của tộc mình để biến ảo ảnh thành hiện thực.
Lihanna Owenzaus (リアーナ・オーウェンザウス)
Lồng tiếng bởi: Lynn
Một trong ba học sinh xuất sắc nhất lớp của Will, cô đặt mục tiêu trở thành Magia Vander để cứu gia đình quý tộc của mình khỏi cảnh suy vong. Cô khá lạnh lùng và không giống như các bạn cùng lớp, chưa bao giờ bắt nạt Will, thay vào đó cô chủ yếu phớt lờ cậu. Tuy nhiên, sau khi biết được sức mạnh thực sự của Will, cô quyết định liên minh với cậu cùng Sion, Julius và Wignall để tốt nghiệp học viện. Sau khi tốt nghiệp, cô gia nhập phe Sấm Sét cùng với Will. Cô là một pháp sư cận chiến, được gọi là "hiệp sĩ ma thuật," chuyên về ma thuật sét và sử dụng nó để tăng cường khả năng chiến đấu thể chất.
Rosti Nauman (ロスティ・ナウマン)
Lồng tiếng bởi: ???
Một học sinh tại Rigarden và là bạn cùng phòng của Will, người từng thừa nhận đã yêu cậu và có vẻ ngoài hơi trung tính. Anh ta được ngụ ý là một bản sao biến đổi giới tính của Elfaria, được cô điều khiển từ xa bằng ma thuật của mình. Trước đây, anh ta được cho là đã thiệt mạng trong một cuộc tấn công khủng bố, với cơ thể vỡ vụn như băng, nhưng sau đó lại xuất hiện hoàn toàn bình thường. Anh ta là một nhà chế tác ma thuật tài năng, người đã tạo ra các vật phẩm ma thuật cho Will sử dụng.
Kiki (キキ)
Lồng tiếng bởi: Aoi Inase
Vật triệu hồi thú cưng của Will, một carbuncle có khả năng sử dụng ma thuật phản chiếu.

### Giáo viên
Workner Norgram (ワークナー・ノーグラム)
Lồng tiếng bởi: Tomokazu Seki
Một giáo viên tại Học viện Ma thuật Rigarden. Ông tin tưởng vào tiềm năng của Will và giám sát sự tiến bộ của cậu trong hầm ngục.
Ông chuyên về việc quản lý các sinh vật ma thuật triệu hồi.
Edward Serfence (エドワルド・セルフェンス)
Lồng tiếng bởi: Kōji Yusa
Một giáo viên tại Học viện Ma thuật Rigarden, nổi tiếng với sự nghiêm khắc. Trước đây, ông đã thất bại trong việc trở thành Magia Vander, nên ông muốn Will từ bỏ mục tiêu của mình, không muốn cậu bé phải chịu cùng một thất bại như ông, thậm chí nếu điều đó có nghĩa là phải cản trở cậu. Ông là giáo viên mạnh nhất tại học viện, chuyên về ma thuật bóng tối.
Caldron Anouve (コルドロン・アヌーブ)
Lồng tiếng bởi: Reiko Suzuki
Hiệu trưởng của Học viện Ma thuật Rigarden. Bà ấy 64 tuổi nhưng có thể sử dụng ma thuật để trông trẻ hơn nhiều, cho phép bà sống một cuộc đời kép. Bà giúp Will rèn luyện và học Wis để gây ấn tượng với các trinh sát và gia nhập một phe phái.

### Magia Vander
Aaron Masterias Oldking (アロン・マステリアス・オールドキング)
Lồng tiếng bởi: Hōchū Ōtsuka
Thủ lĩnh của Magia Vander và là thành viên lớn tuổi nhất, dẫn dắt phe Ánh Sáng. Ông thường xuyên thực hiện các chuyến thám hiểm dài ngày, để lại Cariott chịu trách nhiệm khi ông vắng mặt. Ông chuyên về ma thuật ánh sáng và được ghi nhận là người mạnh nhất trong Magia Vander.
Cariott Incindia Wiseman (キャリオット・インスティア・ワイズマン)
Lồng tiếng bởi: Jun Fukuyama
Một trong những Magia Vander, dẫn dắt phe Lửa. Ông thường được giao quyền lãnh đạo nhóm mỗi khi Aaron thực hiện các chuyến thám hiểm dài ngày. Ông chuyên về ma thuật lửa.
Ellenor Ljos Alf (エルノール・リヨス・アールヴ)
Lồng tiếng bởi: Sora Amamiya
Một elf và là một trong những Magia Vander, dẫn dắt phe ảo ảnh toàn elf. Cô cũng từng là bạn thời thơ ấu của Wignall cho đến khi họ bị chia cắt sau khi tài năng ma thuật của cô được phát hiện, phản chiếu mối quan hệ giữa Elfaria và Will. Cô chuyên về ma thuật ảo ảnh độc nhất của chủng tộc mình, có khả năng biến ảo ảnh thành hiện thực.
Zeo Thorzeus Reinbolt (ゼオ・トルゼウス・ラインボルト)
Lồng tiếng bởi: Makoto Furukawa
Một trong những Magia Vander, thủ lĩnh của phe Sấm Sét. Sau khi Will tốt nghiệp học viện, ông chiêu mộ cậu vào phe mình sau khi thắng Elfaria trong một trận oẳn tù tì để giành lấy cậu, vì đã nhận thấy tiềm năng to lớn của cậu. Ông sử dụng ma thuật sét và chuyên về kỹ thuật "wrathbolt", một phương pháp tối ưu hóa khả năng chiến đấu bằng cách trực tiếp điều khiển năng lượng phép thuật để tăng cường thể chất.

### Nhân vật khác
Iris X. Stellamaris (アイリス・X・ステラマリス)
Lồng tiếng bởi: Rumi Okubo
Một học sinh tại Rigarden. Dù thể hiện vẻ ngoài hòa đồng và vụng về trước bạn bè, cô thực chất là một người nghiêm túc và là một Watcher, những pháp sư trẻ tài năng đóng vai trò trinh sát, tuyển chọn thành viên mới cho các phe phái của Magia Vander, một vị trí được xem là huyền thoại đô thị trong giới học sinh. Cô cũng là thành viên của phe Băng và được Elfaria giao nhiệm vụ đánh giá sự tiến bộ của Will. Khi tìm kiếm những học sinh tài năng trong hầm ngục, cô gặp Will và tận mắt chứng kiến cậu hạ gục một con trùm hầm ngục mạnh mẽ chỉ bằng sức mình. Trong một cuộc họp với Magia Vander, cô đánh giá Will là học sinh duy nhất thực sự đáng chú ý và đề xuất tuyển mộ cậu ngay lập tức vào Tháp. Cô cũng dành tình cảm đặc biệt cho Will, bị thu hút bởi khả năng phi thường của cậu.
Gordon Baret (ゴードン・バレー)
Lồng tiếng bởi: Kazuki Ura
Lyril Marze (リリール・マース)
Lồng tiếng bởi: Tomohiro Ōno
Renaisse Arette (ルナイス・アレート)
Lồng tiếng bởi: Shinya Takahashi
Jorua Moraine (ジョルア・モレーン)
Lồng tiếng bởi: Atsushi Tamaru
Logwell (ログウェル)
Lồng tiếng bởi: Akio Ōtsuka
Trợ lý của Aaron.

## Phương tiện truyền thông

### Manga
Tsue to Tsurugi no Wistoria, do Fujino Ōmori sáng tác và Toshi Aoi minh họa, bắt đầu được đăng trên tạp chí manga shōnen Bessatsu Shōnen Magazine của Kodansha vào ngày 9 tháng 12 năm 2020. Phần đầu tiên của bộ truyện kết thúc vào ngày 8 tháng 5 năm 2023. Các chương của truyện đã được tập hợp thành 13 tập tankōbon tính đến tháng 7 năm 2025.
Tại sự kiện Anime NYC, Kodansha USA đã công bố việc cấp phép xuất bản bộ manga bằng tiếng Anh, với tập đầu tiên phát hành vào quý 4 năm 2022.

#### Tập truyện
| - 1. Let Me Be Your Sword - 2. Undaunted | - 3. The Order & The Watcher, Part 1 - 4. The Order & The Watcher, Part 2 |

| - 5. Festival Eve - 6. On Your Marks... | - 7. Fury's Flame - 8. Between Pride and Passion |

| - 9. El Glace Frosse - 10. Festival Finale | - 11. Shall We Date? - 12. Dungeon Dive! |

| - 13. Let the Praxis Begin - 14. A Flood of Nightmares | - 15. Our Dream - 16. Defying the Darkness |

| - 17. Rise Above Despair - 18. The True Shape of Cowardice | - 19. Wand and Sword - 20. Final Exams |

| - 21. The Terminalia - 22. The Party from Hell Begins | - 23. Ballet of Sorrow - 24. Farewell |

| - 25. A Sea of Shards - 26. One Spell | - 27. The World's Ode - 28. Thus Begins the Tale |

| - 29. Day of Departure - 30. Colorless Beginnings | - 31. First Bloom - 32. With Head Held High |

| - 33. The Limits of Kindness - 34. The Witch's Teachings | - 35. The Page Turns - 36. Memories Blossom, Memories Thunder |

| - 37. A Clash of Ice and Thunder - 38. Ice and Thunder Erupt | - 39. Battle for the Sword - 40. Spy, Boys & Girls |

| - 41. "From Knight to Thunderbolt" - 42. "For Whom the Bird Flies" | - 43. "The Puppeteer" - 44. "Abyssal Origin" |

| - 45. "Figures of the Tower" - 46. "A Party Among Kin" | - 47. "Feel, Weave, Roar" - 48. "Countdown to War" |

#### Danh sách các chương truyện chưa đóng thành tập tankōbon
Các chương truyện dưới đây chưa được xuất bản thành tập tankōbon.
49. "A Great Beginning"

### Anime
Bộ anime chuyển thể đã được công bố vào tháng 2 năm 2024. Bộ phim do Actas và Bandai Namco Pictures sản xuất, với Tatsuya Yoshihara đảm nhận vai trò đạo diễn và biên kịch. Sayaka Ono phụ trách thiết kế nhân vật, còn phần âm nhạc được sáng tác bởi Yuki Hayashi. Anime được phát sóng từ ngày 7 tháng 7 đến ngày 29 tháng 9 năm 2024 trên TBS và các kênh liên kết. Ca khúc mở đầu là "Fire and Fear", do Penguin Research trình bày, còn ca khúc kết thúc là "Frozen", do True thể hiện. Crunchyroll đã phát trực tuyến bộ anime. Muse Communication nắm quyền phân phối tại khu vực Đông Nam Á.
Sau khi tập cuối phát sóng, mùa thứ hai đã chính thức được công bố, hứa hẹn tiếp tục mở rộng câu chuyện đầy hấp dẫn này.

#### Tập phim
| TT. | Tiêu đề                                                                                                  | Đạo diễn                               | Bảng phân cảnh                 | Ngày phát hành gốc  |
| --- | --- | -------------------------------------- | ------------------------------ | ------------------- |
| 1   | "Mạnh mẽ như một thanh kiếm" Chuyển ngữ: "Ichi Furi no Tsurugi no Yōni" (tiếng Nhật: 一振りの剣のように) | Tatsuya Yoshihara & Masakazu Yoshimoto | Tatsuya Yoshihara              | 7 tháng 7 năm 2024  |
| 2   | "Kiên cường bất khuất" Chuyển ngữ: "Fukutsu no Gotoku" (tiếng Nhật: 不屈のごとく)                        | Takahiko Usui                          | Takahiko Usui & Isuta          | 14 tháng 7 năm 2024 |
| 3   | "Order & Watcher"                                                                                        | Ayataka Tanemura                       | Ayataka Tanemura               | 21 tháng 7 năm 2024 |
| 4   | "Đêm trước ngày đại hội" Chuyển ngữ: "Taisai Zen'ya" (tiếng Nhật: 大祭前夜)                              | Takashi Kojima                         | Masashi Ikeda                  | 4 tháng 8 năm 2024  |
| 5   | "Nổ súng khai mạc" Chuyển ngữ: "Gōhō o Ageyo" (tiếng Nhật: 号砲を上げよ)                                 | Morihito Abe                           | Morihito Abe                   | 11 tháng 8 năm 2024 |
| 6   | "Giữa kiêu hãnh và nhiệt huyết" Chuyển ngữ: "Kyōji to Netsujō no Ma" (tiếng Nhật: 矜持と熱情の間)        | Hideaki Nakano                         | Hideaki Nakano                 | 18 tháng 8 năm 2024 |
| 7   | "El Glass Frost" Chuyển ngữ: "Eru・Gurasu・Furōsu" (tiếng Nhật: 十二の氷秘法)                            | Takahiko Usui                          | Takahiko Usui                  | 25 tháng 8 năm 2024 |
| 8   | "Shall we date?"                                                                                         | Takahiro Enokida                       | Takahiro Enokida               | 1 tháng 9 năm 2024  |
| 9   | "Bắt đầu thực chiến" Chuyển ngữ: "Jisshū Kaishi" (tiếng Nhật: 実習開始)                                  | Takashi Kojima                         | Itsuki Tsuchigami              | 8 tháng 9 năm 2024  |
| 10  | "Ước mơ của chúng ta" Chuyển ngữ: "Bokutachi no Yume" (tiếng Nhật: ボクたちのユメ)                       | Masakazu Yoshimoto                     | Tatsuya Yoshihara              | 15 tháng 9 năm 2024 |
| 11  | "Tên thật của kẻ yếu đuối" Chuyển ngữ: "Okubyō-sha no mana" (tiếng Nhật: 臆病者の真名)                   | Masahiro Takata & Kentarō Mizuno       | Hironori Tanaka                | 22 tháng 9 năm 2024 |
| 12  | "Trượng và Kiếm" Chuyển ngữ: "Tsue to Tsurugi" (tiếng Nhật: 杖と剣)                                      | Hideaki Nakano & Takahiko Usui         | Hideaki Nakano & Takahiko Usui | 29 tháng 9 năm 2024 |

## Đón nhận
Bộ truyện đã được đề cử tại Next Manga Awards lần thứ bảy vào năm 2021 ở hạng mục truyện tranh bản in.